# Claudio Echeverri
Claudio Jeremías Echeverri (sinh ngày 2 tháng 1 năm 2006) là một cầu thủ bóng đá chuyên nghiệp người Argentina hiện đang thi đấu ở vị trí tiền vệ tấn công cho câu lạc bộ River Plate tại Giải bóng đá vô địch quốc gia Argentina theo dạng cho mượn từ câu lạc bộ Manchester City tại Premier League.

## Sự nghiệp câu lạc bộ
Sinh ra ở Resistencia, tỉnh Chaco, Echeverri bắt đầu sự nghiệp tại Deportivo Luján trước khi thử việc với River Plate vào cuối năm 2016. Anh ký hợp đồng chính thức với câu lạc bộ vào năm sau đó. Anh lần đầu tiên thu hút được sự chú ý của quốc tế trong giới bóng đá nhờ màn trình diễn của mình tại một giải đấu dành cho trẻ em ở Venice, Ý với River. Mặc dù đội của anh đứng thứ ba trong giải đấu nhưng anh đã ghi chín bàn sau sáu trận, nói rằng "Sự thật là chúng tôi không vui [về thứ ba], chúng tôi muốn trở thành nhà vô địch".
Vào tháng 10 năm 2022, anh ghi bàn trong trận ra mắt đội dự bị của River trước Patronato. Anh ký hợp đồng chuyên nghiệp đầu tiên với River vào tháng 12 cùng năm. Vào ngày 11 tháng 10 năm 2023, anh được tờ báo Anh The Guardian vinh danh là một trong những cầu thủ sinh năm 2006 xuất sắc nhất thế giới.
Vào ngày 22 tháng 12 năm 2023, trong một cuộc phỏng vấn sau trận sau khi chinh phục Trofeo de Campeones với River Plate, Echeverri tuyên bố rằng anh không gia hạn hợp đồng với câu lạc bộ và hợp đồng của anh sẽ hết hạn vào ngày 31 tháng 12 năm 2024.

## Sự nghiệp quốc tế
Echeverri từng đại diện cho Argentina ở cấp độ U-17. Vào ngày 24 tháng 11 năm 2023, trong trận tứ kết FIFA U-17 World Cup, anh đã ghi một cú hat-trick trong chiến thắng 3–0 trước U-17 Brasil.

## Phong cách thi đấu
Với biệt danh El Diablito (tiếng Tây Ban Nha: Con quỷ nhỏ) theo tên cựu cầu thủ bóng đá chuyên nghiệp người Bolivia Marco Etcheverry, người có biệt danh là El Diablo, cả hai đều có những cách rê bóng "ma quái", tốc độ trong các tình huống một đối một và có những cú sút với lực rất mạnh. Anh đã liệt kê Lionel Messi và cựu cầu thủ của River Plate Juan Fernando Quintero là hai cầu thủ mà anh hâm mộ trong khi anh tuyên bố rằng anh sẽ mô hình hóa lối chơi của mình theo Matías Suárez.

## Thống kê sự nghiệp

### Câu lạc bộ
Tính đến 23 tháng 12 năm 2023
| Câu lạc bộ          | Mùa giải            | Giải vô địch               | Giải vô địch | Giải vô địch | Cúp quốc gia | Cúp quốc gia | Châu lục | Châu lục | Khác | Khác | Tổng cộng | Tổng cộng |
| Câu lạc bộ          | Mùa giải            | Hạng đấu                   | Trận         | Bàn          | Trận         | Bàn          | Trận     | Bàn      | Trận | Bàn  | Trận      | Bàn       |
| ------------------- | ------------------- | -------------------------- | ------------ | ------------ | ------------ | ------------ | -------- | -------- | ---- | ---- | --------- | --------- |
| River Plate         | 2023                | Primera División Argentina | 5            | 0            | 0            | 0            | 0        | 0        | 1    | 0    | 6         | 0         |
| Tổng cộng sự nghiệp | Tổng cộng sự nghiệp | Tổng cộng sự nghiệp        | 5            | 0            | 0            | 0            | 0        | 0        | 1    | 0    | 6         | 0         |

1. ↑  Bao gồm Copa Argentina
2. ↑  Ra sân tại Trofeo de Campeones

## Danh hiệu

### River Plate
- Argentine Primera División: 2023
- Trofeo de Campeones: 2023

### Cá nhân
- Chiếc giày đồng FIFA U-17 World Cup: 2023